# Proxima Centauri b
Proxima Centauri b (de asemenea numită Proxima b) este o exoplanetă care orbitează steaua pitică roșie Proxima Centauri (cea mai apropiată stea de Soare), actualmente cea mai apropiată nou-descoperită exoplanetă de Pământ. Aceasta este situată la aproximativ 4,2 ani-lumină (1,3 parseci, 40 de trilioane de km, sau 25 de trilioane de mile) de Terra, în constelația Centaurus.
În august 2016, Observatorul European de Sud a anunțat descoperirea planetei Proxima b, o planetă terestră care orbitează steaua sa în zona locuibilă. Planeta orbitează la o distanță de aproximativ 0,05 unități astronomice (7.000.000 km; 5.000.000 mile) de Proxima Centauri, cu o perioadă orbitală de aproximativ 11,2 zile terestre. Temperatura de echilibru a Proxima Centauri b este estimată a fi în intervalul în care apa poate exista sub formă lichidă pe suprafața sa, astfel plasându-se în zona locuibilă din Proxima Centauri. În 2016, cercetătorii investigînd potențialul locuibil al Proxima b au sugerat că exoplaneta poate fi cea mai apropiată locație posibilă pentru viața de dincolo de sistemul nostru solar. Cercetătorii cred că apropierea sa de Pământ poate oferi o oportunitate pentru explorarea robotizată a planetei în viitor.
Planeta a fost găsită folosind metoda vitezei radiale⁠(d), unde mișcarea periodică Doppler a liniilor spectrale a stelei gazdă sugerează prezența unui obiect orbital. Din aceste date, componenta vitezei sale relative față de Pământ este de aproximativ 5 km/h (3 mph).

## Descoperire
Primul indiciu al unei exoplanete a fost găsit în 2013, atunci când  caracteristici sugestive au fost reperate de Mikko Tuomi de la Universitatea din Hertfordshire⁠(d) , în Hatfield, Marea Britanie, din date arhivate referitoare la mișcările Proxima Centauri. Pentru a confirma posibila descoperire a unei noi exoplanete care orbitează Proxima Centauri, ESO a lansat proiectul Pal Red Dot în ianuarie 2016. Pe 24 august 2016, existența Proxima Centauri b a fost confirmată de o echipă a Observatorului European de Sud, condusă de Guillem Anglada-Escudé de la Universitatea Queen Mary din Londra⁠(d). Descoperirea a fost comunicată în Nature. Măsurătorile au fost efectuate cu ajutorul a două spectrografe, HARPS pe Telescopul ESCO de 3,6 m⁠(d) de la Observatorul La Silla și UVES Telescop Foarte Mare de 8 metri. Vârful vitezei radiale al stelei gazdă, combinat cu perioada orbitală a permis să fie calculată masa minimă a exoplanetei. Statistica fals pozitivă este mai mică decât unu la zece milioane.
Știrea descoperirii de la ESO a fost divulgată către Der Spiegel, care a publicat-o pe 12 august 2016, iar zvonul a circulat repede. Observatorul Sudic European a negat orice implicare în scurgerea de informații și a refuzat să comenteze pe tema descoperirii înainte de anunțul oficial de pe 24 august 2016.

## Caracteristici

### Masă, rază și temperatura
Aparenta înclinare a orbitei Proxima Centauri b nu a fost măsurată. Masa minimă⁠(d) a Proxima b este de 1,27 M⊕, presupunând că orbita sa este văzută pe muchie de pe Pământ, care ar produce efectul Doppler maxim. O dată înclinația orbitală cunoscută, masa va fi calculabilă. 90% din posibilele orientări implică o masă sub 3 M⊕. Dacă planeta are o compoziție stâncoasă și o densitate egală cu cea a Pământului, raza sa este de cel puțin 1,1 R⊕. Cu toate acestea, ar putea fi mai mare dacă ar avea o densitate mai mică ca Pământul, sau o masă mai mare decât masa minimă. Planeta are un echilibru de temperatură⁠(d) de 234 K (-39 °C; -38 °F).

### Steaua gazdă
Planeta orbitează în jurul unei stele de tip M (pitică roșie) numită Proxima Centauri. Steaua are o masă de 0,12 M☉ și o rază de 0,14 R☉. Aceasta are o temperatura la suprafață de 3042 K  și este de 4,85 miliarde de ani. În comparație, Soarele are 4,6 miliarde de ani  și are o temperatură la suprafață de 5778 K.  Proxima Centauri, se rotește o dată la fiecare ~83 de zile, și are o luminozitate de aproximativ 0,0015 L☉.
Steaua are o magnitudine aparentă, sau cât de luminos apare din perspectiva Pământului, de 11,13. Deși este cea mai apropiată stea de Soare, din cauza luminozității scăzute, nu este vizibilă cu ochiul liber de pe Pământ.
Proxima este o stea eruptivă  care suferă ocazional creșteri dramatice în luminozitate din cauza activității magnetice.

### Orbita
Proxima Centauri b orbiteză steaua sa gazdă la fiecare 11,186 zile, la o distanță a semi-axei  majore de aproximativ 0,05 unități astronomice (UA), care este de 5% din 1 AU (astfel, Pământul este de 20 de ori mai departe de propria stea gazdă, Soarele). Comparativ, Mercur, cea mai apropiată planetă de Soare, are o distanță a semi-axei majore de 0,39 AU. Proxima Centauri b primește de la steaua sa gazdă aproximativ 65% din valoarea fluxului solar pe care Pământul îl primește de la Soare. Cu toate acestea, Proxima Centauri b primește un flux de Raze-X de aproximativ 400 de ori mai mult decât ce primește Pământul.

## Locuibilitate

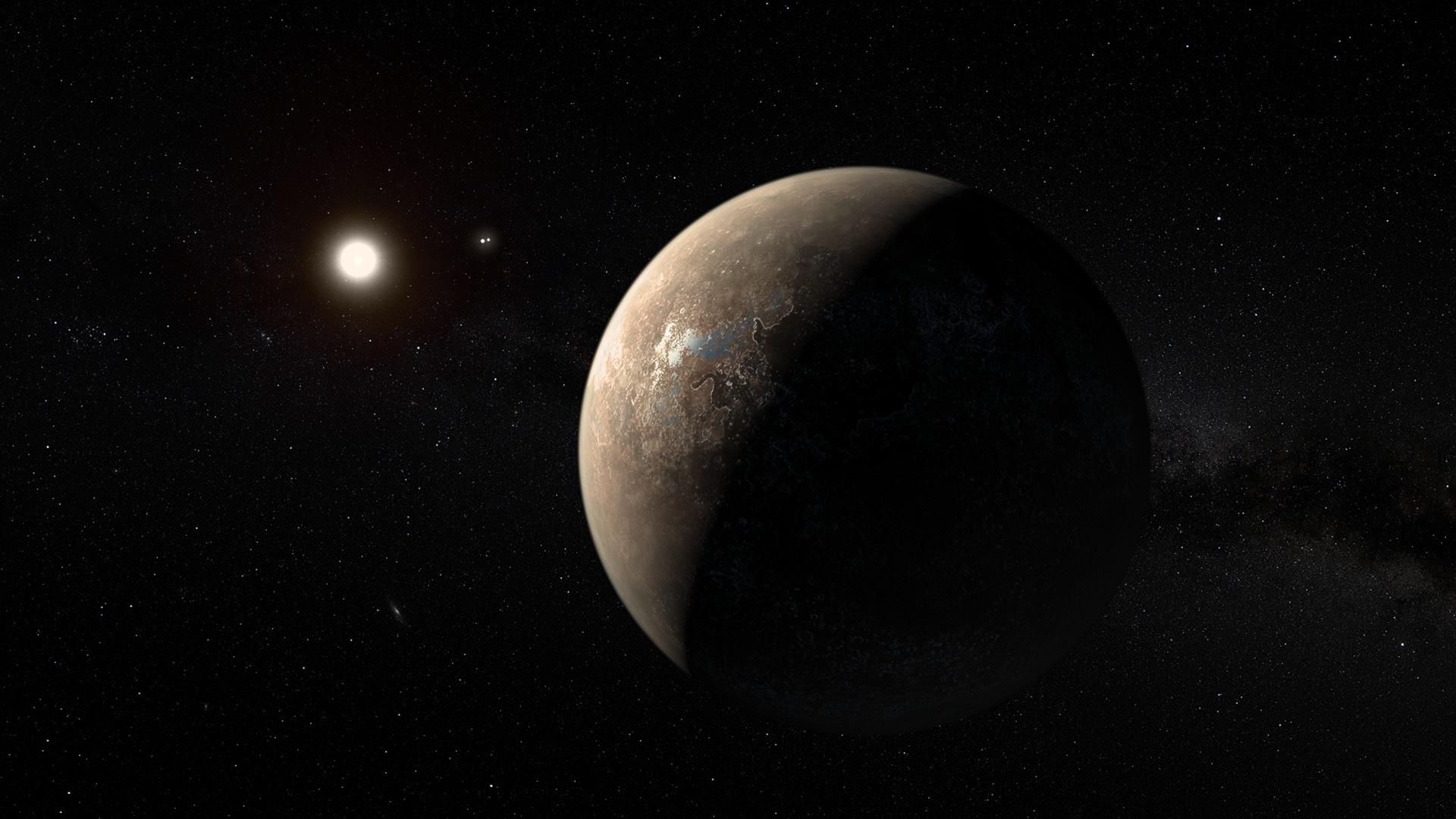
Concepție artistică a Proxima Centauri b, împreună cu Alpha Centauri ca sistem binar.

Nu se știe dacă planeta este locuibilă. S-a anunțat că exoplaneta orbitează în zona locuibilă a sistemului planetar al stelei Proxima Centauri, regiune unde, sub condiții și proprietăți atmosferice corecte, apa lichidă ar putea exista pe suprafața planetei. Steaua gazdă este o pitică roșie, cu aproximativ o zecime din masa Soarelui. Ca urmare, stele precum Proxima Centauri trăiesc până la 3-4 trilioane de ani, de 300-400 de ori mai mult decât va trăi Soarele.
Planeta este destul de aproape de steaua sa, putând avea rotație sincronă, o stare în care, de-a lungul unei orbite, nu există nici un transfer net de moment cinetic între o planetă și steaua gazdă. Dacă excentricitatea orbitală a planetei este 0, acest lucru ar putea duce la rotație sincronă, cu o față permanent în arșiță, spre stea, în timp ce partea opusă este permanent în întuneric și frig. Cu toate acestea, între aceste două zone extreme, ar putea fi o regiune  locuibilă – numită linie gri⁠(d), unde temperaturile pot fi potrivite – aproximativ 273 K (0 °C; 32 °F) – pentru ca apa lichidă să existe. Excentricitatea orbitală a Proxima Centauri b nu este cunoscută cu certitudine, numai că aceasta este mai mică de 0,35 – potențial suficient de mare pentru a produce o rezonanță spin-orbită de 3:2, similară cu cea a planetei Mercur cu Soarele. Observatorul European de Sud prezice că un mediu mult mai blând ar rezulta dintr-o astfel de configurație, cu temperaturi medii similare cu cele de pe Pământ. În plus, o mai mare parte din planetă ar putea fi locuibilă în cazul în care ar exista o atmosferă suficient de groasă pentru a transfera căldură spre fața opusă stelei.